# Арадаш
Арадаш (порт. Aradas; МФА: [ɐ.ˈɾa.dɐʃ]) — парафія в Португалії, у муніципалітеті Авейру. Розташована в західній частині країни, на теренах історичної португальської провінції Бейра. Входить до складу округу Авейру. За адміністративним поділом, чинним до 1976 року, терени парафії були складовою провінції Берегова Бейра. Належить до Авейрівської діоцезії Католицької церкви. Патрон — святий Петро. Площа — 8,9277 км². Населення — 9157 ос. (2011). Сильно урбанізований регіон. Густота населення — 1025,68 осіб/км²
. Код — 010501.

## Назва
- Ара́дас (ісп. і ст.-порт. Aradas) — старопортугальська й іспанська назви.
- Ара́даш (порт. Aradas) — сучасна португальська назва.

## Географія

Авейру (2013)
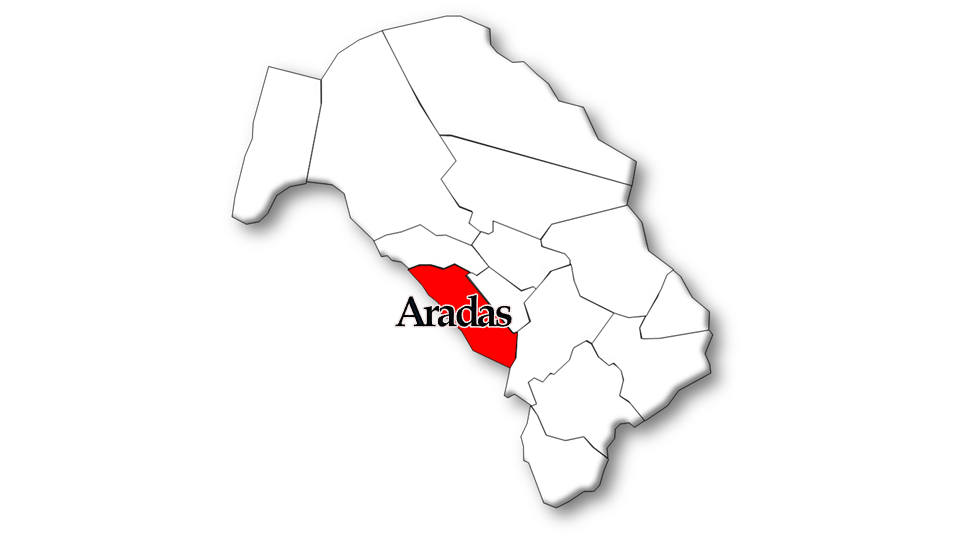
Арадаш

### Місцевості
- Арадаш (порт. Aradas, МФА: [ɐ.ˈɾa.dɐʃ])
- Бон-Сусесу (порт. Bom Sucesso, МФА: [bõ su.ˈse.su])
- Вердемілю (порт. Verdemilho, МФА: [vɨɾ.dɨ.ˈmi.ʎu])
- Кінта-ду-Пікаду (порт. Quinta do Picado, МФА: [ˈkĩ.tɐ du pi.ˈka.du])

## Населення
| Кількість мешканців | Кількість мешканців | Кількість мешканців | Кількість мешканців | Кількість мешканців | Кількість мешканців | Кількість мешканців | Кількість мешканців | Кількість мешканців | Кількість мешканців | Кількість мешканців | Кількість мешканців | Кількість мешканців | Кількість мешканців | Кількість мешканців |
| ------------------- | ------------------- | ------------------- | ------------------- | ------------------- | ------------------- | ------------------- | ------------------- | ------------------- | ------------------- | ------------------- | ------------------- | ------------------- | ------------------- | ------------------- |
| 1864                | 1878                | 1890                | 1900                | 1911                | 1920                | 1930                | 1940                | 1950                | 1960                | 1970                | 1981                | 1991                | 2001                | 2011                |
| 2.064               | 2.134               | 2.468               | 2.924               | 3.345               | 3.099               | 3.441               | 3.853               | 4.479               | 5.659               | 6.267               | 7.970               | 8.602               | 7.628               | 9.157               |